# Masato Yoshino
Masato Yoshino (Higashiōsaka, 27 luglio 1980) è un wrestler giapponese.
Attualmente combatte per la Dragon Gate.

## Nel wrestling

### Mosse
- Byakuya (Modified Straight jacket triangle choke)
- Lightning Spiral (Swinging leg hook fireman's carry slam, sometimes from the top rope)
- Sol Naciente (Straight jacket triangle choke while trapping the opponent's legs)
- Another Space (Spin-out side powerbomb)
- From Jungle (Spinning headscissors takedown twisted into an octopus stretch)
- Sling Blade (Spinning sitout sleeper slam, sometimes from the top rope)
- Speed Star (Spinning headscissors takedown twisted into a crucifix)
- Torbellino (Spinning headscissors takedown twisted into a single arm DDT)
- Ude Yoshino (Spinning headscissors takedown twisted into a crucifix armbar takedown)
- Front missile dropkick

### Soprannomi
- "Speed Star"
- "The Fastest Wrestler on the Planet"

## Titoli e riconoscimenti
Toryumon Japan
- NWA World Welterweight Championship (1)
- UWA World Trios Championship (2 - 1 con Milano Collection AT e YASSINI - 1 con Milano Collection AT e Condotti Shuji)
- Differ Cup (2003)

Pro Wrestling NOAH
- GHC Junior Heavyweight Tag Team Championship (1 - con Naruki Doi)

Dragon Gate
- Dragon Gate Open the Dream Gate Championship (1)
- Dragon Gate I-J Heavyweight Tag Team Championship (1 - con Naruki Doi)
- Dragon Gate Open the Brave Gate Championship (6)
- Dragon Gate Open the Triangle Gate Championship (9 - 1 con Milano Collection AT e Anthony W. Mori - 1 con CIMA e Magnitude Kishiwada - 2 con Naruki Doi e Gamma - 1 con Naruki Doi e Magnitude Kishiwada - 1 con BxB Hulk e PAC - 1 con Gamma e YAMATO - 1 con Naruki Doi e PAC - 1 con Naruki Doi e Shachihoko BOY)
- Dragon Gate Open the Twin Gate Championship (2 - con Naruki Doi)
- Summer Adventure Tag League (2007, 2008, 2010) - con Naruki Doi

Dragon Gate USA
- DGUSA Open the United Gate Championship (2 - 1 con PAC - 1 con Ricochet)

Pro Wrestling Illustrated
- 116º tra i 500 migliori wrestler singoli su PWI 500 (2012)